# Hennickendorf (Rüdersdorf bei Berlin)
Hennickendorf è una frazione del comune tedesco di Rüdersdorf bei Berlin, nel Land del Brandeburgo.

## Storia
Nel 2003 il comune di Hennickendorf venne aggregato al comune di Rüdersdorf bei Berlin.